# Departement du Haut-Nyong
Departement du Haut-Nyong är ett departement i Kamerun.   Det ligger i regionen Östra regionen, i den södra delen av landet, 250 km öster om huvudstaden Yaoundé. Antalet invånare är 216 768. Arean är 36 384 kvadratkilometer.
Terrängen i Departement du Haut-Nyong är huvudsakligen platt, men åt sydost är den kuperad.